# Хуан Педро Арремон

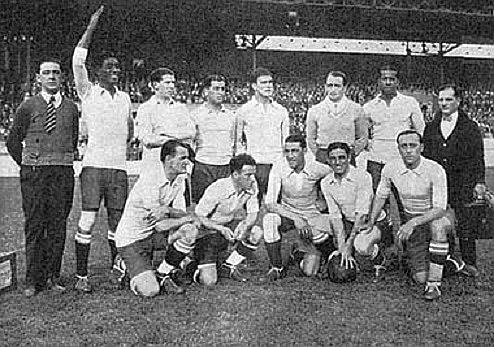

Хуан Педро Арремон (ісп. Juan Pedro Arremón, нар. 8 лютого 1899, Монтевідео — пом. 15 червня 1979, Монтевідео) — уругвайський футболіст, нападник.
Відомий виступами за клуб «Пеньяроль» та національну збірну Уругваю.
У складі збірної — олімпійський чемпіон. Шеститиразовий чемпіон Уругваю.  

## Клубна кар'єра
Народився 8 лютого 1899 року в місті Монтевідео. Вихованець футбольної школи клубу «Пеньяроль». Дорослу футбольну кар'єру розпочав 1921 року в основі того ж клубу. Грав на позиції крайнього нападника. Кольори цієї команди захищав протягом усієї своєї кар'єри гравця, що тривала цілих п'ятнадцять років. Виграв шість офіційних чемпіонатів та два неофійних (1924, 1926).

## Виступи за збірну
1923 року дебютував в офіційних матчах у складі національної збірної Уругваю. Протягом кар'єри у національній команді, яка тривала 7 років, провів у формі головної команди країни лише 14 матчів, забивши 1 гол.
На Олімпійських іграх 1928 року виграв золоту нагороду. На турнірі провів два матчі. Перший зі збірною Нідерландів (2:0), а другий проти Аргентини (додатковий матч за перше місце, 2:1).
У складі збірної був учасником двох чемпіонатів Південної Америки. У Перу (1927) здобув срібну нагороду, а через два роки в Аргентині (1929) — бронзову.
Тривалий час працював у «Пеньяролі» на різних посадах. В 1943 році очолював тренерський штаб клуба. Помер 15 червня 1979 року на 81-му році життя у місті Монтевідео.

## Титули і досягнення
- Олімпійський чемпіон: 1928
- Чемпіон Уругваю (6): 1918, 1921, 1928, 1929, 1932, 1935
- Срібний призер Чемпіонату Південної Америки: 1927